# Río Bomboiza
Der Río Bomboiza ist ein linker Nebenfluss des Río Zamora in der Provinz Morona Santiago im Südosten von Ecuador.

## Flusslauf
Der Río Bomboiza entsteht am Zusammenfluss von Río Cuchipamba (links) und Río Cuyes (rechts). Er fließt 18 km in östlicher Richtung und mündet schließlich in den nach Norden strömenden Río Zamora. Bei Flusskilometer 16 überquert die Fernstraße E45 (Zamora–Macas) den Río Bomboiza. Sechs Kilometer flussabwärts passiert der Río Bomboiza die 4,5 km weiter nördlich gelegene Kleinstadt Gualaquiza.

## Einzugsgebiet
Das 1490 km² große Einzugsgebiet des Río Bomboiza erstreckt sich entlang der Ostflanke der Cordillera Real im Südosten von Ecuador. Es grenzt im Westen an die Einzugsgebiete des Río León und des Río Yacuambi.

## Fischfauna
Zur Fischfauna des Río Bomboiza gehört Chaetostoma breve, ein etwa 20 cm großer Vertreter der Gebirgsbachharnischwelse.